# Avenue de la Porte-d'Asnières
L'avenue de la Porte-d'Asnières est une voie du 17e arrondissement de Paris, en France.

## Situation et accès
L'avenue de la Porte-d'Asnières est une voie publique située dans le 17e arrondissement de Paris, comme prolongement de la rue de Tocqueville. Elle débute au 96, boulevard Berthier et se termine rue Victor-Hugo à Levallois-Perret.

## Origine du nom

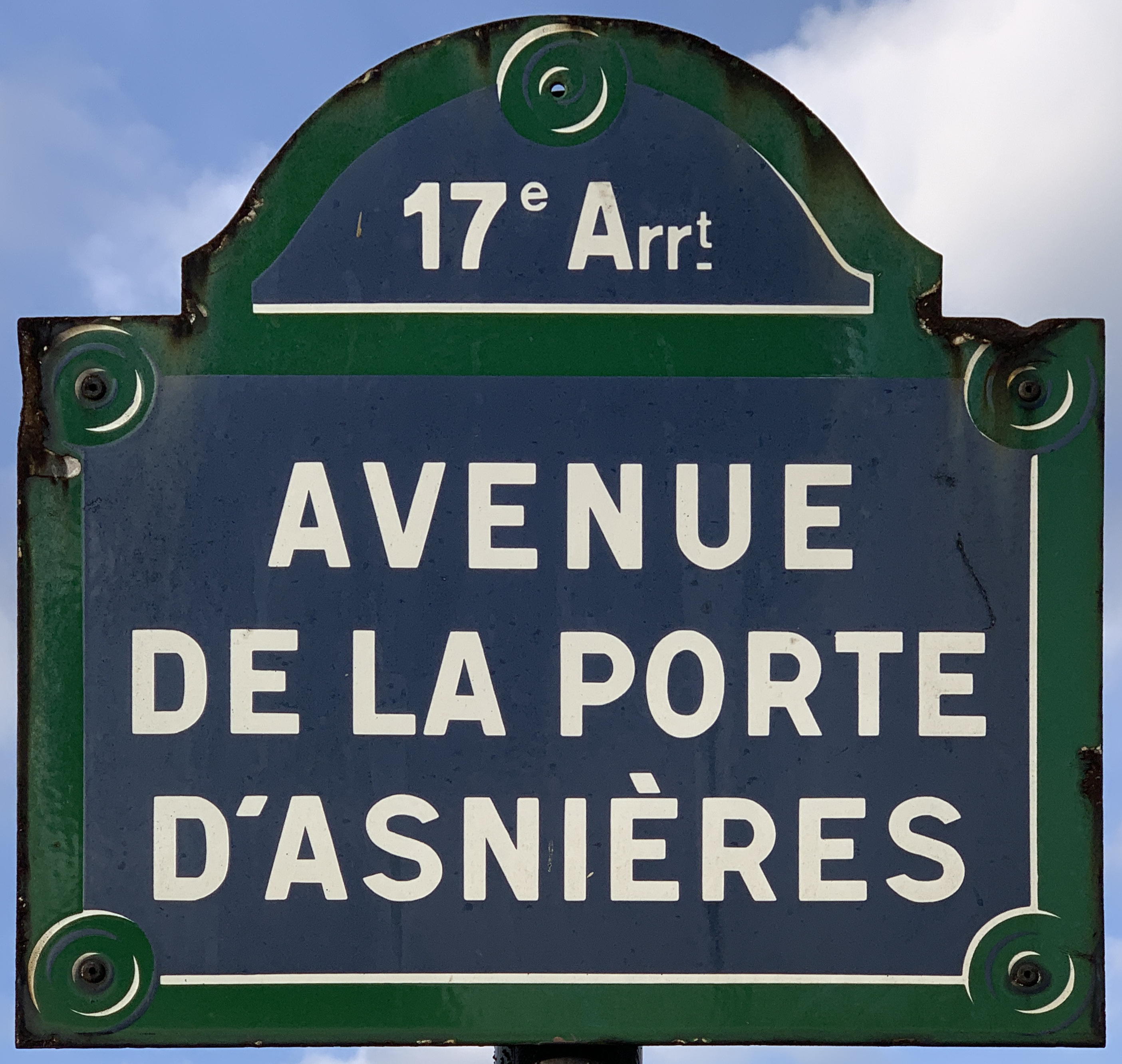
Plaque de l'avenue.

Elle porte ce nom car elle est située en partie sur l'emplacement de l'ancienne porte d'Asnières de l'enceinte de Thiers à laquelle elle mène.
L'avenue de la Porte-d'Asnières est notamment accessible par la ligne 3b du tramway.

## Historique
Dénommée par arrêté du 17 janvier 1931, la partie située entre le boulevard Berthier et l'avenue Brunetière a été aménagée entre les bastions nos 45 et 46 de l'enceinte de Thiers.
Le prolongement faisait partie de la rue Victor-Hugo à Levallois-Perret et a été annexé par la ville de Paris en 1930.

## Bâtiments remarquables et lieux de mémoire
Voie d'entrée et de sortie de la capitale, elle est bordée, notamment, d'équipements sportifs municipaux, d'ensembles HBM, d'un hôtel et d'un établissement d'enseignement supérieur.